# Historia Żydów w Biłgoraju
Historia Żydów w Biłgoraju – Żydzi zaczęli się osiedlać w Biłgoraju prawdopodobniej już w drugiej połowie XIV wieku. Zamieszkiwali miasto do 1943 roku. Po zakończeniu wojny społeczność żydowska w mieście się nie odrodziła.

## Pojawienie się Żydów w mieście
W drugiej połowie XIV wieku Żydzi zaczęli osiedlać się w Biłgoraju. Pierwszy raz zostali wzmiankowani w piśmie z 1597 roku. 20 września 1616 roku, właściciel miasta, Zbigniew Gorajski, nadał Żydom przywilej umożliwiający pełną swobodę osiedlania się w mieście, jak i prawo nabywania i odsprzedawania nieruchomości oraz budowy domów na terenie całego Biłgoraja. W przywileju została również zawarta zgoda na budowę synagogi i innych budynków gminy żydowskiej przy ul. Krzeszowskiej, „przy stawie”. Budynki te miały zostać zwolnione z podatków na rzecz właściciela miasta. Wydano również pozwolenie na wybudowanie cmentarza poza obrębem miasta. Zgodnie z autonomicznymi uprawnieniami Żydów w Rzeczypospolitej wyjął ich spod jurysdykcji ławy i rady miejskiej, ustanowił odrębnego, powoływanego przez siebie sędziego, który miał orzekać wyroki przy współudziale starszego gminy żydowskiej. Istniała możliwość wniesienia apelacji od wyroku do właściciela miasta. 21 grudnia 1634 roku Gorajski w wydanym przywileju potwierdził nadane prawa.
Rozwój społeczności żydowskiej miasta zahamowały rzezie z okresu powstania Chmielnickiego w latach 1648–1649. W 1660 roku w Biłgoraju zamieszkiwało jedynie dwunastu Żydów. W 1674 roku było ich czterdziestu na 237 mieszkańców Biłgoraja. Mała liczba żydowskich mieszkańców, spowodowała opóźnienie w powstaniu gminy. Biłgorajska gmina nie posiadała ponadto pełnych uprawnień i została podporządkowana kahałowi nadrzędnemu w Szczebrzeszynie. Zmienił to dopiero przywilej nadany 15 lutego 1694 roku przez właściciela miasta Stanisława Antoniego Szczukę.
W 1741 roku jurysdykcji gminy żydowskiej w Biłgoraju zostali podporządkowani Żydzi z Frampola i Radzięcina. Decyzję tę wydał właściciel obu miejscowości Józef Butler.
W XVII i XVIII wieku większość żydowskich mieszkańców Biłgoraja zajmowała się handlem. Zbigniew Gorajski, ze względu na zwyczaje religijne, w 1611 roku przeniósł dzień targowy z soboty na czwartek. W 1778 roku na 68 kamienic przy Rynku – 56 należało do Żydów. Posiadali oni również domy na ul. Tarnogrodzkiej, Cerkiewnej i Nadstawnej (przy której stała łaźnia, szkoła i synagoga). Działalność kupców żydowskich budziła sprzeciwy rzemieślników chrześcijańskich. Wnosili oni skargi do właścicieli miasta, o sprowadzanie przez Żydów towarów, które stanowiły konkurencję dla produktów, które wytwarzały cechy miejskie. W 1726 roku Stanisław Antoni Szczuka zabronił przywożenia do Biłgoraja gotowych towarów szewskich z innych miast i handlu nimi. W 1742 roku Eustachy Potocki ukarał Eliasza Nosynowicza, Berka Dawidowicza i Tedrysa Bieniaszewicza za przywiezienie do miasta i wystawienie na sprzedaż butów. W 1752 roku władze miasta zabroniły z kolei Żydom przywożenia motków wełny i handlu nimi. 
Biłgorajscy Żydzi trudnili się również rzemiosłem. Działał żydowski cech kuśniersko-krawiecki i tkacki. Starozakonni trudnili się również warzeniem piwa i gorzałki. Zgodnie ze spisem 1802 roku wśród Żydów był jeden szklarz i jeden krawiec, po dwóch czapników, piekarzy, rzeźników i szewców, a także trzech złotników.
W 1778 roku miasto liczyło 2176 mieszkańców, w tym 418 Żydów.

## Przed I wojną światową
W 1819 roku na 2307 mieszkańców Biłgoraja 616 było Żydami. Zamieszkiwali oni głównie okolice Rynku, ulicę Nadstawną, Cerkiewną, Tarnogrodzką, Morową, Zatylną, Lubelskią, na „Przedmieściu Lubelskim”, przy „Trakcie Lubelskim” oraz przy „Gościńcu Tarnogrodzkim”.
Większość Żydów w pierwszej połowie XIX wieku zajmowała się szynkarstwem (w tym handlem solą), handlem i rzemiosłem. Wśród rzemieślników najwięcej było krawców, sitarzy i szewców. Byli również piekarze i rzeźnicy. Wśród najbogatszych Żydów tego okresu można wymienić Szmula Ela Szwerdszarfa (kupiec drzewny), Dawida Lublinera (przedsiębiorca budowlany, właściciel największej murowanej kamienicy w Biłgoraju, którą dzierżawił na lazaret 13. pułku kozaków dońskich), Josefa Goldmana (kupiec i finansista); Abusia Peleca (kupiec); Herszela Szajnwalda (handlarz zbożem, właściciel młyna w Rożnówce).
W tym okresie gmina żydowska posiadała murowaną synagogę, dwa domy nauki, mykwę, dwa cmentarze, cztery domy modlitwy, szkołę Talmud-Tora oraz przytułek dla ubogich i kalekich.
W 1860 roku Biłgoraj liczył 5434 osób, w tym 2070 Żydów. W 1899 roku liczba mieszkańców Biłgoraja wynosiła 8953 osób, w tym 3810 Żydów.
Pierwszym znanym rabinem w Biłgoraju został Szmul Szmul (1740–1807). Po nim stanowisko w 1805 roku objął Eliahu Margules. Następnymi rabinami byli Mosze Cwi Hirsz Majzels, jego syn Awigdor i jego zięć Icchak Natan Nete Berliner. W 1864 roku stanowisko objął Nachun Palast, Szmul Engel z Galicji, Jakub Mordechaj Zylberman (dziadek Izaaka Baszewisa Singera) i od 1913 roku Józef Zylberman.
Początek XX wieku to wyspecjalizowanie się Żydów w sitarstwie. Posiadali oni 376 warsztatów w 377 zlokalizowanych w Biłgoraju. Urysz Zylberberg, Mojżesz Wajsman, Icek Majer Warszawiak, M. Berger, J. Korensztajn, L. i W. Sznicerowie oraz Tuchaman to nazwiska właścicieli największych zakładów sitarskich w mieście. Wśród najbogatszych kupców byli Szmul Lajchert (towary kolonialne); Lipa Wakszul (sklep i hurtownia spożywczo-kolonialna); Chaskiel Kandel, Szloma Sztul, Berek Klajnminc i Szlafrok (sklepy); R. Majman (sklep bławatny) oraz Eljasz Enstein (skład apteczny).

## Okres międzywojenny
Po odzyskaniu przez Polskę niepodległości, Biłgoraj został stolicą powiatu. Skutkowało to szybkim rozwojem miasta. Kierownikiem Żydowskiej Gminy Wyznaniowej został Gerson Gutwein, a rabin Motel Rokoch oraz Moszek Zylberman (podrabin) pełnili posługę religijną dla współwyznawców.
W 1921 roku Biłgoraj zamieszkiwały 5603 osoby, w tym 3715 Żydów. W wyborach do Rady Miejskiej w Biłgoraju 4 września 1927 roku Żydzi uzyskali 12 mandatów Aguda – 5, Organizacja Syjonistyczna – 1, Mizrachi – 2, Bezpartyjni Żydzi – 4. W dniach 27–29 maja 1927 roku 145 żydowskich robotników zrzeszonych w Centralnym Związku Rzemieślników Żydowskich rozpoczęło strajk. Uzyskali oni wprowadzenie 8 godzinnego dnia pracy.
W sierpniu 1939 roku liczba mieszkańców miasta wynosiła 8270 osób, w tym 5010 Żydów. Rynek, ul. Lubelska oraz Frampolska były zamieszkane w 90% przez Żydów. Do najbogatszych Żydów biłgorajskich należeli: Erbesfeldowie, Tajerowie, Kandlowie, Wakszulowie, Harmanowie, Izorfowie, Grynaplowie oraz Izajnwaldowie. Dostatnio żyli również: dentysta – Aron Kaminer, właściciel drukarni – Berek Kaminer, pianista – Dawid Kaminer oraz skrzypaczka – Hudesa. Większość z tych rodzin posiadało swoje konta również w bankach zagranicznych, w tym szwajcarskich i austriackich.
W Biłgoraju działała drukarnia Kronenbergów. Wydała działa wybitnych rabinów R. Aharona Levina z Rzeszowa, R. Yechezkiela Michelsona z Warszawy, R. Moshe Amiela z Antwerpii.
Gmina żydowska prowadziła szkołę Talmud Tora. W 1929 roku powstała szkoła dla dziewcząt Bet Yaakov.

## W czasie II wojny światowej
6 września 1939 roku Luftwaffe zbombardowało miasto. Wielu mieszkańców zginęło, w tym spora grupa Żydów. 11 września 1939 roku w wyniku kolejnego bombardowania w mieście wybuchły pożary. Spłonęły ulice Brok, Bagno, Szewska, Piłsudskiego, Kościuszki i Rynek. Zniszczona została także synagoga i okolica, a prawie wszystkie księgi i przedmioty sakralne uległy zniszczeniu. Po kampanii wrześniowej i zgodnie z paktem Ribbentrop-Mołotow, Biłgoraj 28 września 1939 roku zajęła Armia Czerwona. Sowieci byli entuzjastycznie witani przez żydowską biedotę. Po zmianach granicznych pomiędzy III Rzeszą a Rosją Sowiecką, Biłgoraj znalazł się w granicach Generalnego Gubernatorstwa. 3 października 1939 do Biłgoraja ponownie zajęły wojska niemieckie. Wraz z wycofującą się Armią Czerwoną, Biłgoraj opuściło około 1500 Żydów.
Niemcy wprowadzili przepisy szykanujące Żydów. Ludność żydowska mogła zamieszkiwać tylko część ulicy 3 Maja oraz ulice Nadstawną i Ogrodową. Na lewym ramieniu Żydzi musieli nosić białe opaski z gwiazdą Dawida i nie wolno im było wychodzić na ulicę Główną, zamieszkaną przez Niemców. W grudniu 1939 roku Niemcy powołali Radę Żydowską – Judenrat. W jej skład wchodziło 5 osób. Pierwszym prezesem był Szymon Bin. W czerwcu 1940 roku powstało getto, składające się z dwóch ulic – Lubelskiej i 3 Maja – w których stłoczono 3500 Żydów. Niemcy zakazali Żydom trudnić się handlem. Wprowadzono przymus pracy. Żydzi pracowali przy wyrębie lasów, budowie dróg, na stacji kolejowej w Rapach, w kamieniołomach Gliniska, jak również przy budowie kanału na rzece Biała Łada.
W sierpniu 1940 roku Niemcy rozstrzelali wszystkich członków Judenratu w Biłgoraju (w tym prezesa Szymona Bina, oraz wiceprezesa Hillela Janowera). Powodem była odmowa wytypowania grupy Żydów, którzy wywiezieni mieli zostać do niemieckiego nazistowskiego obozu pracy w Bełżcu oraz utworzenia policji żydowskiej.
Od grudnia 1940 roku opiekę nad Żydami w Biłgoraju sprawował Komitet Opieki Żydowskiej Samopomocy Społecznej – Judische Soziale Selbsthilfe, który w połowie 1942 roku został przekształcony w Judische Unterstutzungsstelle. Jesienią 1941 roku Niemcy utworzyli przy ul. Lubelskiej szpital żydowski z obawy przed szerzącą się epidemią tyfusu plamistego, a Komitet Opieki ŻSS poprosił, by przysłać do miasta dr Jakuba Meisla i dr R. Polatschka – wysiedleńców z Wiednia. Do miasta przybyli Żydzi z Austrii, nieposiadający żadnych środków do życia.
Dwukrotnie Niemcy przeprowadzili wywózki ludności żydowskiej z Biłgoraja. 6 kwietnia 1941 roku wywieźli ok. 800 osób do Goraja. 22 kwietnia 1942 roku 220 osób wysiedlono do Tarnogrodu.
2 listopada 1942 roku na terenie Biłgoraja rozpoczęła się operacja „Reinhard”. Miasto otoczyły specjalne oddziały Schupo, które składały się z Niemców oraz kolaborantów łotewskich, chorwackich, litewskich i ukraińskich. Wieczorem do Biłgoraja została przyprowadzona społeczność żydowska z Tarnogrodu i Krzeszowa. Żydów umieszczono w barakach znajdujących się przy ul. 3. Maja. 3 listopada Niemcy przepędzili Żydów do Zwierzyńca, skąd przetransportowano ich koleją do obozu zakłady w Bełżcu.
Wielu Polaków ryzykowało życie własne i swoich rodzin, by przechować u siebie Żydów lub udzielić im innej pomocy. Paweł i Wiktoria Trzcińscy przechowywali Chaskiela Kandla i Dawida Szlafroka z ich rodzinami. Zapłacili za to własnym życiem.